# Пуэрто-Касадо
Пуэрто-Касадо, или Ла-Виктория — город и центр одноимённого округа в департаменте Альто-Парагвай. Расположен на берегу реки Парагвай в 678 км от Асунсьона. На 2008 год население составляло около 7800 человек.

## История
Город основан в 1889 году как поселение таниновой компании «Карлос Касадо». Окружным центром стал в 1973 году.
Провинциальный городок на севере Парагвая сыграл важную роль во время Чакской войны 1932—1935 годов. Через его порт шли все перевозки по снабжению парагвайских войск в Гран-Чако.
Компания «Карлос Касадо» является собственником 6,5 миллионов гектаров земель в Северном Парагвае, но фабрика в настоящее время не работает. Именно для вывоза сырья и была построена узкоколейная ветка длиной 145 км, использовавшаяся во время войны.

## Климат
Климат тропический, максимальная температура до + 45 градусов, минимальная — + 9, средняя — + 25. Ярко выражены сухой и дождливый сезоны.

## Население
Основным занятием местного населения является скотоводство, для которого здесь великолепные природные условия.

## Транспорт
Через город проходит автодорога национального значения «Трансчако», имеется также взлётно-посадочная полоса для лёгких самолётов.